# 塞尔维亚特种部队
塞尔维亚共和国有几支不同的特种部队，隶属于塞尔维亚武装部队和塞尔维亚内政部。2006年作为国家变革的重组部分，第72特种旅和第63伞兵旅降为营级单位，并成为新组建的塞尔维亚特种旅的组成部分。2019年12月21日，塞尔维亚总统决定恢复上述两旅的原有编制单位，在此基础组建第72特种作战旅和第63伞兵旅，直接隶属于塞尔维亚武装部队总参谋部的下属单位。

## 特种单位

### 活跃特种部队
塞尔维亚目前有五支活跃的特种部队，如下列图表所示：
| 特种部队                                                       | 徽章 | 隶属             |
| -------------------------------------------------------------- | ---- | ---------------- |
| 特别反恐部队                                                   |      | 塞尔维亚内政部   |
| 国家宪兵队（The Gendarmery）                                   |      | 塞尔维亚内政部   |
| 第72特种作战旅 - 格里芬特种作战营 - 老鹰特种作战营             |      | 塞尔维亚武装部队 |
| 第63伞兵旅                                                     |      | 塞尔维亚武装部队 |
| 眼镜蛇特种作战宪兵营（Military Police for Special Operations） |      | 塞尔维亚武装部队 |

### 非活跃特种部队
- 武装部队特种旅，2019年解散
- 塞尔维亚反恐部队，2016年并入内政部特别反恐部队
- 特别行动单位，2003年解散
- 塞尔维亚特警部队（英语：Special Police Units (Serbia)），2001年解散并重组国家宪兵队